# Straden
Straden là một đô thị thuộc huyện Radkersburg thuộc bang Steiermark, nước Áo. Đô thị Straden có diện tích 19,44 km², dân số thời điểm cuối năm 2005 là 1672 người.